# زنگ اسمیت (ورزشکار)
زنگ اسمیت (انگلیسی: Rusty Smith؛ زادهٔ august ۲۷, ۱۹۷۹ (۴۵ سال)) اسکیت‌باز سرعت اهل ایالات متحده آمریکا است.